# Lutz Schwerin von Krosigk
Johann Ludwig (Lutz) Graf Schwerin von Krosigk (Rathmannsdorf, 22 de agosto de 1887-Essen, 4 de marzo de 1977) fue un político y publicista alemán. Sirvió como ministro de Finanzas desde 1932 hasta 1945 y también como el último canciller del gobierno alemán formado tras las muertes de Adolf Hitler y Joseph Goebbels y presidido por Karl Dönitz.

## Biografía
Nació en Rathmannsdorf en el Reino de Sajonia, estudió Ciencias políticas y leyes en Halle, Lausana y Oxford. Durante la Primera Guerra Mundial, se alistó en el ejército, obtuvo el grado de teniente (oberleutnant ), y fue premiado con la Cruz de Hierro.
Se casó con la baronesa Ehrengard von Plettenberg en 1918. Conservador no adscrito a ningún partido, fue nombrado Reichsminister de Finanzas por Franz von Papen en 1932, y continuó en ese puesto a petición de Hindenburg, durante todo el posterior régimen nazi. En 1933 firmó la Ley habilitante, por la cual permitía a Hitler hacerse con el poder absoluto en Alemania y la instauración de un régimen dictatorial.
El 30 de enero de 1937 se afilió al NSDAP, siendo el miembro número 3.805.231.
Varios miembros de su familia tomaron parte en los intentos de asesinar a Hitler.
En mayo de 1945, después de los suicidios de Adolf Hitler y Joseph Goebbels, Krosigk fue nombrado Canciller de Alemania por orden del presidente Karl Dönitz. Los dos presidieron durante la rendición a los aliados. Su gobierno no fue reconocido por los aliados y fue disuelto cuando sus miembros fueron capturados por las fuerzas británicas el 23 de mayo de 1945 en Flensburg. Estuvo preso en un cuartel de Ludwigsburg. El 14 de abril de 1949, en los juicios de Núremberg, fue condenado como criminal de guerra a diez años de prisión, entre otras cosas, por allanamiento por parte de la Hacienda alemana de las propiedades de judíos deportados.
Salió de la cárcel ya el 31 de enero de 1951 por una amnistía.
Vivió luego en Essen, trabajando como escritor y periodista.